# Crocidura douceti
Crocidura douceti е вид бозайник от семейство Земеровкови (Soricidae). Видът се среща в Гвинея и Кот д'Ивоар; и вероятно в Нигерия, кости на екземпляри са намерени в хранителни отпадъци от бухали, но могат да бъдат погрешно маркирани. Живее в първичния тропическите гори, водеща частично дървесни начин на живот.